# Cadillac V-16
Cadillac V-16 (также известный под названием Cadillac Sixteen) — легковой автомобиль производства Cadillac, выпускавшийся с января 1930 года по 1940 год. Данный автомобиль был первым автомобилем в мире с двигателем V16. Всего было произведено 4076 автомобилей.
Изначальная цена первого поколения данного автомобиля была 5350 долларов (эквивалент 82 000 долларов в 2020 году) и могла доходить до 9000 долларов (эквивалент 138 000 долларов в 2020 году).

## Предыстория
Cadillac использовали двигатели V8 с 1915 года, и были первыми производителями автомобилей, которым удалось создать двигатель V8 массового производства. Компания в 1929 году представила свой V8 для Cadillac Series 341, двигатель объёмом 341 кубических дюймов (5,6 л), который имел мощность 90 лошадиных сил. В разработке также был V8 объёмом 353 кубических дюймов (5,8 л), который имел мощность 95 лошадиных сил. Однако восьми цилиндров не хватало для модели, которая была на 30 сантиметров длиннее и на 500 кг тяжелее, и требовала бы как минимум на 40 % мощности больше. Нагнетатели считались исключительно гоночной техникой, добавление четвёртой передачи не было бы достаточно эффективно, а увеличение размера восьмицилиндрового двигателя создало бы проблему с охлаждением. Для большей мощности решили добавить больше цилиндров.

## История

### Первое поколение
Первое поколение Cadillac V-16 было впервые представлено в январе 1930 года, носило название Series 452 и производилось до 1938. Cadillac продали 2500 таких автомобилей в 1930 году. В 1931 году было продано 750 автомобилей, в 1932—300, и до 1937 было продано меньше 50. Производство такого автомобиля оказалось убыточным для Cadillac. Первое поколение имеет двигатель V16 объёмом 452 кубических дюйма (7,4 л).

### Второе поколение
Второе поколение Cadillac V-16 было представлено в 1938 году, носило название Series 90 и производилось до 1940. Данное поколение имеет другой двигатель с меньшим объёмом — 431 кубический дюйм (7,1 л), но мощность является похожей. Series 90 похоже на автомобили 1940-х годов. В 1938 году было выпущено 315 автомобилей второго поколения.

## Конструкция

### Шасси
Колёсная база данного автомобиля имеет длину 3760 миллиметра, и в поздних моделях была увеличена до 3910 миллиметров. Автомобиль имеет переднемоторную, заднеприводную компоновку. Масса автомобиля с кузовом седан — 2800 кг.

### Силовой агрегат
Двигателем данного автомобиля является V16 производства Cadillac объёмом 452 кубических дюйма (7,4 литра), созданный с использованием двух блоков рядного 8-цилиндрового мотора Buick. Газораспределительный механизм — верхнеклапанный со штанговым приводом клапанов, впервые использованный «Кадиллаком». Мощность — 165/175/185 лошадиных сил и крутящий момент 432,5 Н·м. В поздних моделях объём двигателя был уменьшен до 431 кубического дюйма (7,1 л). Коробка передач —  механическая трёхступенчатая, синхронизированная. Скорость автомобиля может достигать 160 км/ч.

## Оценки
По мнению MotorTrend, «были споры, что Cadillac V-16 не был успехом для Cadillac, так как продажи были ограничены и Cadillac теряли деньги на производстве каждого такого автомобиля. Даже если так, V-16 — автомобиль и двигатель — был триумфом, который укрепил репутацию Cadillac как одной из лучших автомобильной марки и настоящего Мирового Стандарта, репутацию, которая останется незапятнанной до 1980-х.».

## Наследие
Данный автомобиль оценивается Classic Car Club of America как «полностью классический» и, по мнению Роберта Росса, имеет репутацию одного из лучших довоенных автомобилей.